# Ctenioschelus goryi
Ctenioschelus goryi là một loài Hymenoptera trong họ Apidae. Loài này được Romand mô tả khoa học năm 1840.